# 言語聴覚士国家試験
言語聴覚士国家試験（げんごちょうかくしこっかしけん）とは、国家資格である、言語聴覚士の免許を取得するための国家試験である。
言語聴覚士法第30条に基づいて行われる。厚生労働省医政局監修。試験及び登録に関する業務は、厚生労働大臣の委任を受けた公益財団法人医療研修推進財団が行う。
このページは一般社団法人日本言語聴覚士協会が監修しました。

## 受験資格
(1)学校教育法（昭和22年法律第26号）第90条第1項の規定により大学に入学することができる者（法第33条第1号の規定により文部科学大臣の指定した学校が大学である場合において、当該大学が学校教育法第90条第2項の規定により当該大学に入学させた者を含む。）その他その者に準ずるものとして言語聴覚士法施行規則（平成10年厚生省令第74号。以下「規則」という。）第13条に定める者であって、法第33条第1号の規定により文部科学大臣が指定した学校又は都道府県知事が指定した言語聴覚士養成所において、3年以上言語聴覚士として必要な知識及び技能を修得した者（その年の指定する日までに修業し、又は卒業する見込みの者を含む。）。
(2)学校教育法に基づく大学若しくは高等専門学校、旧大学令（大正7年勅令第388号）に基づく大学又は規則第14条に定める学校、文教研修施設若しくは養成所において2年（高等専門学校にあっては、5年）以上修業し、かつ、厚生労働大臣の指定する科目を修めた者で、法第33条第2号の規定により文部科学大臣が指定した学校又は都道府県知事が指定した言語聴覚士養成所において、1年以上言語聴覚士として必要な知識及び技能を修得した者（その年の指定する日までに修業し、又は卒業する見込みの者を含む。）。
なお、厚生労働大臣の指定する科目は、次のとおりである。（平成10年8月厚生省告示第225号）

ア人文科学のうち2科目

イ社会科学のうち2科目

ウ自然科学のうち2科目（統計学を含む。）

エ外国語

オ保健体育

カ基礎医学（医学総論、解剖学、生理学及び病理学を含む。）、臨床医学（内科学、小児科学、精神医学、リハビリテーション医学、耳鼻咽喉いんこう科学、臨床神経学及び形成外科学を含む。）、臨床歯科医学（口腔こうくう外科学を含む。）、音声・言語・聴覚医学（神経系の構造、機能及び病態を含む。）、臨床心理学、生涯発達心理学、学習・認知心理学（心理測定法を含む。）、言語学、音声学、言語発達学、音響学（聴覚心理学を含む。）、社会福祉・教育（社会保障制度、リハビリテーション概論及び関係法規を含む。）、言語聴覚障害学総論（言語聴覚障害診断学を含む。）、失語・高次脳機能障害学、言語発達障害学（脳性麻痺まひ及び学習障害を含む。）、発声発語・嚥えん下障害学（音声障害、構音障害及び吃音きつおんを含む。）及び聴覚障害学（小児聴覚障害、成人聴覚障害、聴力検査並びに補聴器及び人工内耳を含む。）のうち8科目
(3)学校教育法に基づく大学若しくは高等専門学校、旧大学令に基づく大学又は規則第15条に定める学校、文教研修施設若しくは養成所において1年（高等専門学校にあっては、4年）以上修業し、かつ、厚生労働大臣の指定する科目を修めた者で、法第33条第3号の規定により文部科学大臣が指定した学校又は都道府県知事が指定した言語聴覚士養成所において、2年以上言語聴覚士として必要な知識及び技能を修得した者（その年の指定する日までに修業し、又は卒業する見込みの者を含む。）。
なお、厚生労働大臣の指定する科目は、次のとおりである。（平成10年8月厚生省告示第226号）

ア人文科学のうち2科目

イ社会科学のうち2科目

ウ自然科学のうち2科目（統計学を含む。）

エ外国語

オ保健体育

カ基礎医学（医学総論、解剖学、生理学及び病理学を含む。）、臨床医学（内科学、小児科学、精神医学、リハビリテーション医学、耳鼻咽喉いんこう科学、臨床神経学及び形成外科学を含む。）、臨床歯科医学（口腔こうくう外科学を含む。）、音声・言語・聴覚医学（神経系の構造、機能及び病態を含む。）、臨床心理学、生涯発達心理学、学習・認知心理学（心理測定法を含む。）、言語学、音声学、言語発達学、音響学（聴覚心理学を含む。）及び社会福祉・教育（社会保障制度、リハビリテーション概論及び関係法規を含む。）のうち4科目
(4)学校教育法に基づく大学（短期大学を除く。）又は旧大学令に基づく大学において厚生労働大臣の指定する科目を修めて卒業した者その他その者に準ずるものとして規則第16条に定める者（その年の指定する日までに修業し、又は卒業する見込みの者を含む。）。
なお、厚生労働大臣の指定する科目は、次のとおりである。（平成10年8月厚生省告示第227号）

ア基礎医学（医学総論、解剖学、生理学及び病理学を含む。）

イ臨床医学（内科学、小児科学、精神医学、リハビリテーション医学、耳鼻咽喉(いんこう)科学、臨床神経学及び形成外科学を含む。）

ウ臨床歯科医学（口腔こうくう外科学を含む。）

エ音声・言語・聴覚医学（神経系の構造、機能及び病態を含む。）

オ臨床心理学

カ生涯発達心理学

キ学習・認知心理学（心理測定法を含む。）

ク言語学

ケ音声学

コ言語発達学

サ音響学（聴覚心理学を含む。）

シ社会福祉・教育（社会保障制度、リハビリテーション概論及び関係法規を含む。）

ス言語聴覚障害学総論（言語聴覚障害診断学を含む。）

セ失語・高次脳機能障害学

ソ言語発達障害学（脳性麻痺まひ及び学習障害を含む。）

タ発声発語・嚥えん下障害学（音声障害、構音障害及び吃音きつおんを含む。）

チ聴覚障害学（小児聴覚障害、成人聴覚障害、聴力検査並びに補聴器及び人工内耳を含む。）

ツ臨床実習
(5)学校教育法に基づく大学（短期大学を除く。）又は旧大学令に基づく大学を卒業した者その他その者に準ずるものとして規則第17条に定める者で、法第33条第5号の規定により文部科学大臣が指定した学校又は都道府県知事が指定した言語聴覚士養成所において、2年以上言語聴覚士として必要な知識及び技能を修得した者（その年の指定する日までに修業し、又は卒業する見込みの者を含む。）。
(6)外国の法第2条に規定する業務に関する学校若しくは養成所を卒業し、又は外国で言語聴覚士に係る厚生労働大臣の免許に相当する免許を受けた者で、厚生労働大臣が（1）、（2）、（3）、（4）又は（5）に掲げる者と同等以上の知識及び技能を有すると認定した者。
(7)言語聴覚士として必要な知識及び技能を修得させる学校又は養成所であって、法附則第2条の規定により文部大臣又は厚生大臣が指定したものにおいて、法施行の際（平成10年9月1日）現に言語聴覚士として必要な知識及び技能の修得を終えている者又は法施行の際現に言語聴覚士として必要な知識及び技能を修得中であり、その修得を法施行後に終えた者（その年の指定する日までに修業し、又は卒業する見込みの者を含む。）。

## 試験日・合格発表日
- 試験日 - 例年2月上旬の土曜

- 合格発表日 - 例年3月下旬

## 試験地
北海道、東京都、愛知県、大阪府、広島県及び福岡県

## 試験科目
1. 基礎医学
2. 臨床医学
3. 臨床歯科医学
4. 音声・言語・聴覚医学
5. 心理学
6. 音声・言語学
7. 社会福祉・教育
8. 言語聴覚障害学総論
9. 失語・高次脳機能障害学
10. 言語発達障害学
11. 発声発語・嚥下障害学
12. 聴覚障害学

実際の試験は1日間、午前、午後にわたって、上記12科目について行われる。
合格基準については合格発表時に公表される。

## 合格率
・87.9％（第1回：受験者数4,556人、合格者数4,003人）
・42.4％（第2回：受験者数1,565人、合格者数　664人）
・49.1％（第3回：受験者数1,908人、合格者数　936人）
・53.8％（第4回:受験者数2,113人、合格者数1,137人）
・42.0％（第5回：受験者数2,447人、合格者1,027人）
・68.2％（第6回：受験者数1,658人、合格者数1,130人）
・55.8％（第7回：受験者数1,812人、合格者数1,012人）
・62.4％（第8回：受験者数2,226人、合格者数1,389人）
・54.5％（第9回：受験者数2,323人、合格者数1,266人）
・69.5％（第10回：受験者数2,574人、合格者数1,788人）
・57.5％（第11回：受験者数2,347人、合格者数1,344人）
・64.8％（第12回：受験者数2,498人、合格者数1,619人）
・69.3％（第13回：受験者数2,374人、合格者数1,645人）
・62.3％（第14回：受験者数2,263人、合格者数1,410人）
・68.1％（第15回：受験者数2,381人、合格者数1,621人）
・74.1％（第16回：受験者数2,401人、合格者数1,779人）
・70.9％（第17回：受験者数2,506人、合格者数1,776人）
・67.6％（第18回：受験者数2,553人、合格者数1,725人）
・75.9％（第19回：受験者数2,571人、合格者数1,951人）
・79.3％（第20回：受験者数2,531人、合格者数2,008人）
・68.9％（第21回：受験者数2,367人、合格者数1,630人）
・65.4％（第22回：受験者数2,486人、合格者数1,626人）
・69.4％（第23回：受験者数2,546人、合格者数1,766人）
・75.0％（第24回：受験者数2,593人、合格者数1,945人）